# 石川明人
石川 明人（いしかわ あきと、1974年 - ）は、日本の宗教学者。桃山学院大学社会学部教授。

## 概要
キリスト教を中心とした宗教学・宗教社会学を学ぶが、博士論文で扱った神学者・パウル・ティリッヒが第一次世界大戦で従軍牧師だったことから、後に宗教と戦争の関係をテーマに研究を進め、それをきっかけに戦争・軍事そのものにも関心を持つようになった。

## 略歴
- 1974年：東京都生まれ[3]
- 1992年：立教英国学院卒業（登山家の野口健は同期）[4][5]
- 1995年：立教大学文学部キリスト教学科中退[4]
- 1997年：北海道大学文学部哲学科宗教学講座卒業[4]
- 2000年：北海道大学大学院文学研究科修士課程修了[4]
- 2003年：北海道大学大学院文学研究科博士後期課程単位取得退学[4]
- 2004年：博士（文学）の学位を取得[4]
- 2003年〜2004年：北海道大学大学院文学研究科文化価値論講座助手[5]
- 2004年〜2007年：北海道大学大学院文学研究科宗教学インド哲学講座助手[5]
- 2007年〜2014年：北海道大学大学院文学研究科インド哲学講座助教[6]
- 2014年〜2021年：桃山学院大学社会学部准教授[6]
- 2021年〜現在：桃山学院大学社会学部教授[6]

## 著作

### 単著
- 『ティリッヒの宗教芸術論』北海道大学出版会  2007
- 『戦争は人間的な営みである――戦争文化試論』並木書房 2012
- 『戦場の宗教、軍人の信仰』八千代出版 2013
- 『キリスト教と戦争――「愛と平和」を説きつつ戦う論理』中公新書  2016
- 『私たち、戦争人間について――愛と平和主義の限界に関する考察』創元社  2017
- 『キリスト教と日本人――宣教史から信仰の本質を問う』ちくま新書  2019
- 『すべてが武器になる――文化としての〈戦争〉と〈軍事〉』創元社 2021
- 『宗教を「信じる」とはどういうことか』ちくまプリマー新書　2022
- 『戦争宗教学序説ーー信仰と平和のジレンマ』角川選書　2024

### 共著・分担執筆
- 『よくわかる宗教社会学』櫻井義秀、三木英　編著　ミネルヴァ書房、2007
- 『面白いほどよくわかるキリスト教』宇都宮輝夫、阿部包　編著　日本文芸社　2008
- 『アジアの宗教とソーシャル・キャピタル』櫻井義秀、濱田陽　編著　明石書店　2012
- Religion in the Military Worldwide, ed. by Ron Hassner, Cambridge University Press, 2013
- 『人はなぜ平和を祈りながら戦うのか?――私たちの戦争と宗教』星川啓慈共著 並木書房 2014
- 『自由と愛の精神――桃山学院大学のチャレンジ』谷口照三、石川明人、伊藤潔志　編著　大学教育出版　2016
- 『宗教と暴力――激動する世界と宗教』池上彰、佐藤優、松岡正剛、石川明人、高岡豊　角川書店 　2018
- 『いまを生きるための宗教学』島薗進、奥山倫明　編著　丸善出版　2022